# Aphonopelma seemanni
Aphonopelma seemanni là một loài nhện trong họ Theraphosidae. Loài này phân bố ở Trung Mỹ.